# Gương mặt thương hiệu (mùa 1)
Gương mặt Thương hiệu 2016 (Tiếng Anh: The Face Vietnam) là một chương trình truyền hình thực tế tìm kiếm người mẫu tại Việt Nam, dựa trên format gốc của chương trình The Face phiên bản Anh. Hồ Ngọc Hà, Phạm Hương và Lan Khuê có vai trò Huấn luyện viên cùng với siêu mẫu Vĩnh Thụy đảm nhận vị trí Dẫn chương trình. Mùa giải đầu tiên phát sóng vào ngày 18 tháng 6 năm 2016 trên kênh VTV3.
Quán quân của Mùa 1 là Phí Phương Anh đến từ đội Huấn luyện viên Hồ Ngọc Hà.

## Dẫn chương trình và Huấn luyện viên Mùa 1
| Huấn luyện viên  | Tập       | Tập       | Tập       | Tập       | Tập       | Tập       | Tập       | Tập       | Tập       | Tập       | Tập       | Tập       |
| Huấn luyện viên  | 1         | 2         | 3         | 4         | 5         | 6         | 7         | 8         | 9         | 10        | 11        | 12        |
| ---------------- | --------- | --------- | --------- | --------- | --------- | --------- | --------- | --------- | --------- | --------- | --------- | --------- |
| Hồ Ngọc Hà       | Top 5     | Loại      | Nguy hiểm | Thắng     | Nguy hiểm | Nguy hiểm | Nguy hiểm | Loại      | Thắng     | Nguy hiểm | Thắng     | Thắng     |
| Hồ Ngọc Hà       | Top 5     | Loại      | Nguy hiểm | Thắng     | Nguy hiểm | Nguy hiểm | Nguy hiểm | Loại      | Thắng     | Nguy hiểm | Loại      | Thắng     |
| Lan Khuê         | Top 5     | Loại      | Loại      | Nguy hiểm | Loại      | Loại      | Thắng     | Thắng     | Nguy hiểm | Loại      |           | Về nhì    |
| Phạm Hương       | Top 5     | Loại      | Thắng     | Loại      | Thắng     | Thắng     | Loại      | Nguy hiểm | Loại      | Thắng     | Nguy hiểm | Về nhì    |
| Dẫn chương trình | Vĩnh Thuỵ | Vĩnh Thuỵ | Vĩnh Thuỵ | Vĩnh Thuỵ | Vĩnh Thuỵ | Vĩnh Thuỵ | Vĩnh Thuỵ | Vĩnh Thuỵ | Vĩnh Thuỵ | Vĩnh Thuỵ | Vĩnh Thuỵ | Vĩnh Thuỵ |

     Đội chiến thắng
     Đội về nhì
     Đội chiến thắng thử thách theo nhóm
     Đội có thí sinh lọt vào Top nguy hiểm
     Đội có thí sinh bị loại

## Thí sinh
(Tính theo tuổi khi còn trong cuộc thi)
| Thí sinh                  | Tuổi | Chiều cao              | Quê quán        | Huấn luyện viên | Bị loại | Hạng  | Ghi chú |
| ------------------------- | ---- | ---------------------- | --------------- | --------------- | ------- | ----- | --- |
| Nguyễn Thị Thành          | 20   | 1,72 m (5 ft 7+1⁄2 in) | Bắc Ninh        | Phạm Hương      | Tập 2   | 15-13 | Top 45 Hoa hậu Hoàn vũ Việt Nam 2015 Top 36 Hoa hậu Việt Nam 2016 Á hậu 3 Hoa hậu Sinh thái Quốc tế 2017                                                                           |
| Nguyễn Thị My Lê          | 26   | 1,71 m (5 ft 7+1⁄2 in) | Quảng Nam       | Lan Khuê        | Tập 2   | 15-13 | Top 15 Siêu mẫu Việt Nam 2013 Quán quân Miss Ngôi Sao 2014 Top 66 Hoa hậu Hoàn vũ Việt Nam 2015                                                                                    |
| Tô Uyên Khánh Ngọc        | 25   | 1,73 m (5 ft 8 in)     | TP. Hồ Chí Minh | Hồ Ngọc Hà      | Tập 2   | 15-13 | Giải Đồng Siêu mẫu Việt Nam 2013 |
| Lê Thị Ngọc Út (Bảo Ngọc) | 24   | 1,72 m (5 ft 7+1⁄2 in) | Kiên Giang      | Lan Khuê        | Tập 3   | 12    | Top 40 Hoa hậu Hoàn vũ Việt Nam 2017 Top 7 Siêu mẫu Việt Nam 2018 |
| Nguỵ Thiên An (An Nguy)   | 29   | 1,62 m (5 ft 4 in)     | Hà Nội          | Phạm Hương      | Tập 4   | 11    | |
| Nguyễn Thị Thu Hiền       | 21   | 1,70 m (5 ft 7 in)     | Bình Dương      | Lan Khuê        | Tập 5   | 10    | Top 30 Siêu mẫu Việt Nam 2018 Top 25 Hoa hậu Thế giới Việt Nam 2019 Tham gia Hoa hậu Châu Á - Thái Bình Dương Quốc tế 2019 Top 41 Hoa hậu Hoàn vũ Việt Nam 2022                    |
| Trần Thị Kim Chi          | 24   | 1,73 m (5 ft 8 in)     | Hải Phòng       | Lan Khuê        | Tập 6   | 9     | Top 10 Hoa hậu Hoàn vũ Việt Nam 2015 |
| Diệp Linh Châu            | 22   | 1,67 m (5 ft 5+1⁄2 in) | Gia Lai         | Phạm Hương      | Tập 7   | 8     | Tham gia The New Mentor - Người mẫu Toàn năng 2023 (dừng chân ở vòng đối đầu) |
| Lilly Nguyễn              | 23   | 1,73 m (5 ft 8 in)     | Cần Thơ         | Hồ Ngọc Hà      | Tập 8   | 7     | Top 4 Supermodel Me 2013 |
| Trần Thị Ngọc Loan        | 23   | 1,67 m (5 ft 5+1⁄2 in) | Kon Tum         | Phạm Hương      | Tập 9   | 6     | |
| Lê Thị Ngân Hà (Lê Hà)    | 24   | 1,70 m (5 ft 7 in)     | Gia Lai         | Hồ Ngọc Hà      | Tập 11  | 5     | Top 38 Hoa hậu Việt Nam 2014 |
| Chúng Huyền Thanh         | 19   | 1,75 m (5 ft 9 in)     | Hải Phòng       | Hồ Ngọc Hà      | Tập 12  | 4-2   | Top 70 Hoa hậu Hoàn vũ Việt Nam 2015 Top 45 Hoa hậu Hoàn vũ Việt Nam 2017 (rút lui) Top 12 The New Mentor - Người mẫu toàn năng 2023 - Team Hương Giang                            |
| Đỗ Trần Khánh Ngân        | 22   | 1,71 m (5 ft 7+1⁄2 in) | Đồng Nai        | Phạm Hương      | Tập 12  | 4-2   | Top 38 Hoa hậu Việt Nam 2014 Top 15 Hoa hậu Hoàn vũ Việt Nam 2015 Hoa khôi Du lịch Việt Nam 2017 Hoa hậu Hoàn cầu 2017                                                             |
| Ngô Thị Quỳnh Mai         | 21   | 1,71 m (5 ft 7+1⁄2 in) | TP. Hồ Chí Minh | Lan Khuê        | Tập 12  | 4-2   | Top 12 Asia's Next Top Model 2016 Top 45 Hoa hậu Hoàn vũ Việt Nam 2015 Á hậu 4 Hoa hậu Hòa bình Việt Nam 2022 Á quân 1 The New Mentor - Người mẫu toàn năng 2023 - Team Thanh Hằng |
| Phí Phương Anh            | 19   | 1,74 m (5 ft 8+1⁄2 in) | Hà Nội          | Hồ Ngọc Hà      | Tập 12  | 1     | Top 10 Miss Universe Vietnam 2024 |

### Thông tin thí sinh
- Phí Phương Anh: Top 10 Miss Universe Vietnam 2024 cùng giải phụ Người đẹp Tài năng và Người đẹp Áo Dài.
- Ngô Thị Quỳnh Mai: Top 18 Vietnam's Next Top Model 2013, Top 12 Asia's Next Top Model 2016, Top 45 Hoa hậu Hoàn vũ Việt Nam 2015, Top 70 Hoa hậu Hoàn vũ Việt Nam 2017, Á hậu 4 Hoa hậu Hòa bình Việt Nam 2022 cùng 3 giải phụ (Top 5 Before Arrival, Best in Swimsuit - Fans Vote, We Are Diamond by Diamond Fitness Center), Á quân 1 The New Mentor 2023 - Team Thanh Hằng.
- Đỗ Trần Khánh Ngân: Top 38 Hoa hậu Việt Nam 2014, Top 15 Hoa hậu Hoàn vũ Việt Nam 2015, Đăng quang Hoa khôi Du lịch Việt Nam 2017, Đăng quang Hoa hậu Hoàn cầu 2017.
- Chúng Huyền Thanh: Top 70 Hoa hậu Hoàn vũ Việt Nam 2015, Top 45 Hoa hậu Hoàn vũ Việt Nam 2017 nhưng rời trước đêm chung kết vì lý do cá nhân., Top 12 The New Mentor 2023 - Team Hương Giang.
- Lê Thị Ngân Hà (Lê Hà): Top 38 Hoa hậu Việt Nam 2014.
- Lilly Nguyễn: Top 4 Supermodel Me 2013.
- Diệp Linh Châu: Stylist, Fashionista, tham gia The New Mentor - Người mẫu Toàn năng 2023 (dừng chân ở vòng đối đầu).
- Trần Thị Kim Chi: Top 10 Hoa hậu Hoàn vũ Việt Nam 2015.
- Nguyễn Thị Thu Hiền: Siêu mẫu ấn tượng tại Siêu mẫu Việt Nam 2018, Top 25 Hoa hậu Thế giới Việt Nam 2019 cùng các giải phụ (Miss Fashion, Top 7 Dance of Vietnam), đại diện Việt Nam tham gia Hoa Hậu Châu Á Thái Bình Dương Quốc Tế 2019 và đoạt giải phụ Missosology's Choice, Top 41 Hoa hậu Hoàn vũ Việt Nam 2022 cùng các giải phụ (Top 10 Best Body, Top 10 Best Talent, Top 12 Head-to-head Chanllenge), đăng ký dự thi Hoa khôi Hoàn vũ Đắk Lắk 2026.
- Lê Thị Ngọc Út (Bảo Ngọc): Top 45 Hoa hậu Hoàn vũ Việt Nam 2017 nhưng rời trước đêm chung kết vì lý do cá nhân.
- Nguyễn Thị My Lê: Top 70 Hoa hậu Hoàn vũ Việt Nam 2015.
- Nguyễn Thị Thành: Top 45 Hoa hậu Hoàn vũ Việt Nam 2015, Top 36 Hoa hậu Việt Nam 2016, Á khôi 1 Hoa khôi Du lịch Việt Nam 2017 nhưng bị tước danh hiệu do can thiệp thẩm mỹ, Á hậu 3 Hoa hậu Sinh thái Quốc tế 2017 cùng các giải phụ (Top 3 Best Eco Dress, Top 4 Miss Sports, Top 10 Miss Talent, Top 15 Best Resort Wear) nhưng không được công nhận danh hiệu.

## Các tập phát sóng

### Tập 1: Ai Sẽ Trở Thành "The Face Vietnam"? - Top 15
Ngày phát sóng: 18 tháng 6 năm 2016
| Bảng chọn đội | Bảng chọn đội | Bảng chọn đội | Bảng chọn đội   | Bảng chọn đội   | Bảng chọn đội   | Bảng chọn đội   |
| #             | Thí sinh      | Tuổi          | Huấn luyện viên | Huấn luyện viên | Huấn luyện viên | Huấn luyện viên |
| #             | Thí sinh      | Tuổi          | Lan Khuê        | Hồ Ngọc Hà      | Phạm Hương      |                 |
| ------------- | ------------- | ------------- | --------------- | --------------- | --------------- | --------------- |
| 1             | Lê Hà         | 24            | —               | ✔               | ✔               |                 |
| 2             | An Nguy       | 29            | ✔               | —               | ✔               |                 |
| 3             | Khánh Ngân    | 22            | ✔               | ✔               | ✔               |                 |
| 4             | Phương Anh    | 19            | ✔               | ✔               | ✔               |                 |
| 5             | Khánh Ngọc    | 25            | ✔               | ✔               | —               |                 |
| 6             | Lilly         | 23            | —               | ✔               | ✔               |                 |
| 7             | Quỳnh Mai     | 21            | ✔               | —               | ✔               |                 |
| 8             | Huyền Thanh   | 19            | —               | ✔               | ✔               |                 |
| 9             | Kim Chi       | 24            | ✔               | Full team       | ✔               |                 |
| 10            | Ngọc Loan     | 23            | ✔               | Full team       | ✔               |                 |
| 11            | Nguyễn Thành  | 20            | —               | Full team       | ✔               |                 |
| 12            | Linh Châu     | 22            | ✔               | Full team       | ✔               |                 |
| 13            | Thu Hiền      | 22            | ✔               | Full team       | Full team       |                 |
| 14            | Bảo Ngọc      | 22            | ✔               | Full team       | Full team       |                 |
| 15            | My Lê         | 25            | ✔               | Full team       | Full team       |                 |

- Hồ Ngọc Hà: Lê Thị Ngân Hà (Lê Hà), Phí Phương Anh, Tô Uyên Khánh Ngọc, Lily Nguyễn và Chúng Huyền Thanh
- Phạm Hương: Ngụy Thiên An (An Nguy), Đỗ Trần Khánh Ngân, Trần Thị Ngọc Loan, Nguyễn Thị Thành và Diệp Linh Châu
- Lan Khuê: Ngô Thị Quỳnh Mai, Trần Thị Kim Chi, Nguyễn Thu Hiền, Lê Thị Ngọc Út (Bảo Ngọc) và Nguyễn Thị My Lê
- Khách mời: Ca sĩ Tóc Tiên.

### Tập 2: Cuộc Chiến Bùng Nổ - Top 15
Ngày phát sóng: 25 tháng 6 năm 2016
- Hồ Ngọc Hà: Lê Thị Ngân Hà (Lê Hà), Phí Phương Anh, Lily Nguyễn và Chúng Huyền Thanh
- Phạm Hương: Nguỵ Thiên An (An Nguy), Đỗ Trần Khánh Ngân, Trần Thị Ngọc Loan và Diệp Linh Châu
- Lan Khuê: Ngô Thị Quỳnh Mai, Trần Thị Kim Chi, Nguyễn Thu Hiền, Lê Thị Ngọc Út (Bảo Ngọc)
- Thí sinh bị loại: Nguyễn Thị Thành, Nguyễn Thị My Lê, Tô Uyên Khánh Ngọc.

### Tập 3: Vòng Loại Đầu Tiên - Top 12
Ngày phát sóng: 2 tháng 7 năm 2016
- Chiến thắng thử thách: Linh Châu
- Đội chiến thắng thử thách: Phạm Hương
- Top 2 nguy hiểm: Huyền Thanh & Bảo Ngọc
- Thí sinh bị loại: Bảo Ngọc
- Khách mời: Mai Phương Thuý.

### Tập 4 - Top 11
Ngày phát sóng: 9 tháng 7 năm 2016
- Chiến thắng thử thách: Quỳnh Mai
- Đội chiến thắng thử thách: Hồ Ngọc Hà
- Top 2 nguy hiểm: Quỳnh Mai & An Nguy
- Thí sinh bị loại: An Nguy.

### Tập 5 - Top 10
Ngày phát sóng: 16 tháng 7 năm 2016
- Chiến thắng thử thách: Thu Hiền
- Đội chiến thắng thử thách: Phạm Hương
- Top 2 nguy hiểm: Thu Hiền & Lilly Nguyễn
- Thí sinh bị loại: Thu Hiền
- Khách mời: Thụy Vi (Đại diện thương hiệu thời trang), Trần Ngọc Nhật (Giám đốc Marketing), Richard (Tổng giám đốc khu nghỉ dưỡng), Thoại Yến (Giám đốc truyền thông), Anh Thư (Nhà thiết kế), Nguyễn Bích Trâm (Fashionista), Quân Ngọc (Nhà báo), Lê Minh Ngọc (Stylist), Nhật Bình (Chuyên gia trang điểm), Nguyễn Danh Quý (Thư ký tòa soạn), MLee (ca sĩ), Chung Thanh Phong (Nhà thiết kế), Travis Nguyễn (Stylist), Kelbin Lei (Stylist), Nguyễn Thanh Hương (Nhà báo), Hensi Lê (Stylist), Tuấn Trần (Nhà thiết kế), Yến Trang (Ca sĩ), Yến Nhi (Ca sĩ), Nguyễn Vũ Sơn (Nhà thiết kế), S.T Sơn Thạch (Ca sĩ), Khánh My (Diễn viên), Thu Thủy (Ca sĩ), Hà Thanh Huy (Nhà thiết kế), Hùng Lâm (Nhà báo), Trác Thúy Miêu (Nhà báo), Trương Ngọc Tình (Siêu mẫu Việt Nam 2010), Phúc Nguyễn (Quản lý người mẫu), Ngọc Phú (Quản lý nhãn hàng mỹ phẩm), Đoàn Tùng (Trưởng nhóm sự kiện)

### Tập 6 - Top 9
Ngày phát sóng: 23 tháng 7 năm 2016
- Chiến thắng thử thách: Khánh Ngân
- Đội chiến thắng thử thách: Phạm Hương
- Top 2 nguy hiểm: Kim Chi & Lê Hà
- Thí sinh bị loại: Kim Chi
- Khách mời: Nguyễn Ngọc Thụy (Đạo diễn), Tạ Nguyên Phúc (Nhà thiết kế), Christian Mark Jacobs (Giám đốc thương hiệu áo cưới), Châu Đăng Khoa (Nhạc sĩ), Nguyễn Tuấn Kiệt (Stylist), Huỳnh Anh (Diễn viên), Hoàng Oanh (MC), Hương Tràm (Ca sĩ), Trương Minh Cường (Diễn viên), Thu Hoài (Hoa hậu - Doanh nhân), Trịnh Thăng Bình (Ca sĩ), Tân Thế Giới (Chuyên gia tạo mẫu tóc), Vân Shi (Diễn viên), Diệu Hân (Hoa hậu), Trà Linh (Phó giám đốc trung tâm chăm sóc sắc đẹp), Yamanouchi Masatoshi (Phó giám đốc thương hiệu áo cưới), Theron Thanh (Nhiếp ảnh gia), Tuấn Trần (Nhà thiết kế), Trương Quỳnh Anh (Diễn viên), Diệu Huyền (Giám đốc truyền thông), Randy Dobson (Tổng giám đốc trung tâm California Fitness & Yoga Center), Anh Thư (Nhà thiết kế), Minh Trung (Người mẫu), Nathan Lee (Ca sĩ), Hoàng Ngân (Nhà thiết kế), Khánh Vy (Đại diện thương hiệu thời trang), Đại Ngô (Nhiếp ảnh gia), Lê Thanh Hòa (Nhà thiết kế), Diệu Ngọc (Hoa khôi Áo dài Việt Nam 2016)

### Tập 7 - Top 8
Ngày phát sóng: 30 tháng 7 năm 2016
- Chiến thắng thử thách: Quỳnh Mai
- Đội chiến thắng thử thách: Lan Khuê
- Top 2 nguy hiểm: Linh Châu & Phương Anh
- Thí sinh bị loại: Linh Châu
- Khách mời: Tóc Tiên.

### Tập 8 - Top 7
Ngày phát sóng: 6 tháng 8 năm 2016
- Chiến thắng thử thách: Quỳnh Mai
- Đội chiến thắng thử thách: Lan Khuê
- Top 2 nguy hiểm: Ngọc Loan & Lilly Nguyễn
- Thí sinh bị loại: Lilly Nguyễn
- Khách mời: Nguyễn Văn Sơn.

### Tập 9 - Top 6
Ngày phát sóng: 13 tháng 8 năm 2016
- Chiến thắng thử thách: Phương Anh
- Đội chiến thắng thử thách: Hồ Ngọc Hà
- Top 2 nguy hiểm: Ngọc Loan & Quỳnh Mai
- Thí sinh bị loại: Ngọc Loan
- Khách mời: Người hâm mộ và các nhà báo.

### Tập 10 - Top 5
Ngày phát sóng: 20 tháng 8 năm 2016
- Chiến thắng thử thách: Phương Anh
- Đội chiến thắng thử thách: Phạm Hương
- Top 2 nguy hiểm: Quỳnh Mai & Huyền Thanh
- Thí sinh bị loại: Quỳnh Mai.

### Tập 11 - Top 4 - Bán kết
Ngày phát sóng: 27 tháng 8 năm 2016
- Chiến thắng thử thách: Khánh Ngân
- Đội chiến thắng thử thách: Hồ Ngọc Hà
- Top 2 nguy hiểm: Khánh Ngân & Huyền Thanh & Lê Hà
- Thí sinh bị loại: Lê Hà
- Khách mời: S.T Sơn Thạch, Noo Phước Thịnh, Tóc Tiên.

### Tập 12 - Chung kết
Ngày phát sóng: 3 tháng 9 năm 2016
Quỳnh Mai đã chiến thắng cổng bình chọn "Sự hiện diện cuối cùng" nên được quyền tham dự Chung kết.
Các thí sinh đạt giải trong đêm Chung kết:
| Mã số bình chọn | Thí sinh           | Huấn luyện viên | Bị loại       | Bình chọn | Kết quả           |
| --------------- | ------------------ | --------------- | ------------- | --------- | ----------------- |
|                 | Lilly Nguyễn       | Hồ Ngọc Hà      | Tập 8         |           | Giải phụ          |
| 01              | Chúng Huyền Thanh  | Hồ Ngọc Hà      | Tập 12        | 9,17%     | Á quân 3          |
| 02              | Đỗ Trần Khánh Ngân | Phạm Hương      | Tập 12        | 17,39%    | Á quân 2          |
| 04              | Ngô Thị Quỳnh Mai  | Lan Khuê        | Tập 10 Tập 12 | 33,01%    | Á quân 1 Giải phụ |
| 03              | Phí Phương Anh     | Hồ Ngọc Hà      | Tập 12        | 40,43%    | Quán quân         |

     Thí sinh chiến thắng
     Thí sinh về nhì
     Thí sinh giành giải phụ
- Khách mời: Lưu Hương Giang, Sơn Tùng M-TP, Nguyễn Văn Sơn, Tóc Tiên, S.T Sơn Thạch, Thuận Nguyễn, Minh Trung, Tim.

## Bảng loại trừ
| Thí sinh              | Tập         | Tập  | Tập       | Tập       | Tập      | Tập        | Tập       | Tập   | Tập        | Tập        | Tập        | Tập       |
| Thí sinh              | 1           | 2    | 3         | 4         | 5        | 6          | 7         | 8     | 9          | 10         | 11         | 12        |
| --------------------- | ----------- | ---- | --------- | --------- | -------- | ---------- | --------- | ----- | ---------- | ---------- | ---------- | --------- |
| Chiến thắng thử thách | Huyền Thanh | —    | Linh Châu | Quỳnh Mai | Thu Hiền | Khánh Ngân | Quỳnh Mai | —     | Phương Anh | Phương Anh | Khánh Ngân | —         |
| Phương Anh            | QUA         | QUA  | AT        | THẮNG     | AT       | AT         | THẤP      | AT    | THẮNG      | AT         | THẮNG      | QUÁN QUÂN |
| Quỳnh Mai             | QUA         | QUA  | AT        | THẤP      | AT       | AT         | THẮNG     | THẮNG | THẤP       | LOẠI       |            | Á QUÂN    |
| Khánh Ngân            | QUA         | QUA  | THẮNG     | AT        | THẮNG    | THẮNG      | AT        | AT    | AT         | THẮNG      | THẤP       | Á QUÂN    |
| Huyền Thanh           | QUA         | QUA  | THẤP      | THẮNG     | AT       | AT         | AT        | AT    | THẮNG      | THẤP       | THẮNG      | Á QUÂN    |
| Lê Hà                 | QUA         | QUA  | AT        | THẮNG     | AT       | THẤP       | AT        | AT    | THẮNG      | AT         | LOẠI       |           |
| Ngọc Loan             | QUA         | QUA  | THẮNG     | AT        | THẮNG    | THẮNG      | AT        | THẤP  | LOẠI       |            |            |           |
| Lilly                 | QUA         | QUA  | AT        | THẮNG     | THẤP     | AT         | AT        | LOẠI  |            |            |            |           |
| Linh Châu             | QUA         | QUA  | THẮNG     | AT        | THẮNG    | THẮNG      | LOẠI      |       |            |            |            |           |
| Kim Chi               | QUA         | QUA  | AT        | AT        | AT       | LOẠI       |           |       |            |            |            |           |
| Thu Hiền              | QUA         | QUA  | AT        | AT        | LOẠI     |            |           |       |            |            |            |           |
| An Nguy               | QUA         | QUA  | THẮNG     | LOẠI      |          |            |           |       |            |            |            |           |
| Bảo Ngọc              | QUA         | QUA  | LOẠI      |           |          |            |           |       |            |            |            |           |
| Khánh Ngọc            | QUA         | LOẠI |           |           |          |            |           |       |            |            |            |           |
| My Lê                 | QUA         | LOẠI |           |           |          |            |           |       |            |            |            |           |
| Nguyễn Thành          | QUA         | LOẠI |           |           |          |            |           |       |            |            |            |           |

Team Hồ Ngọc Hà
Team Lan Khuê
Team Phạm Hương
     Thí sinh an toàn
     Thí sinh chiến thắng
     Thí sinh về nhì
     Thí sinh chiến thắng thử thách theo nhóm
     Thí sinh lọt vào Top nguy hiểm
     Thí sinh bị loại

### Cổng bình chọn "Sự hiện diện cuối cùng"
Khác với bản gốc và các phiên bản The Face khác trên thế giới, The Face Việt Nam đặc biệt mang đến "Sự hiện diện cuối cùng", thông qua bảng bình chọn trên trang tạp chí điện tử Saostar từ ngày 2/7/2016, gương mặt ấn tượng nhưng bị loại sẽ có cơ hội quay trở lại, chính thức cùng Top 3 chinh phục ngôi vị cao nhất tại Gương mặt thương hiệu. Đến hết 12h00 ngày 29/08, Ngô Thị Quỳnh Mai là thí sinh có số phiếu cao nhất trong tất cả thí sinh bị loại - đồng nghĩa với việc cô chính thức quay trở lại vào đêm Chung kết để tranh tài với Top 3 còn lại là Phương Anh, Huyền Thanh, Khánh Ngân.
| Thứ hạng | Thí sinh     | Bị loại | Huấn luyện viên | Bình chọn | Kết quả       |
| -------- | ------------ | ------- | --------------- | --------- | ------------- |
| 1        | Quỳnh Mai    | Tập 10  | Lan Khuê        | 435,563   | Vào Chung kết |
| 2        | Lilly Nguyễn | Tập 8   | Hồ Ngọc Hà      | 341,829   | Loại          |
| 3        | Kim Chi      | Tập 6   | Lan Khuê        | 326,792   | Loại          |
| 4        | An Nguy      | Tập 4   | Phạm Hương      | 218,756   | Loại          |
| 5        | Thu Hiền     | Tập 5   | Lan Khuê        | 166,529   | Loại          |
| 6        | Lê Hà        | Tập 11  | Hồ Ngọc Hà      | 153,668   | Loại          |
| 7        | Bảo Ngọc     | Tập 3   | Lan Khuê        | 150,317   | Loại          |
| 8        | Ngọc Loan    | Tập 9   | Phạm Hương      | 146,396   | Loại          |
| 9        | Linh Châu    | Tập 7   | Phạm Hương      | 136,848   | Loại          |

### Thử thách trong từng tập
- Tập 1: Chụp hình mặt mộc và bộ đồ Street Style
- Tập 2: Catwalk trên bậc thang với bộ đồ body swimsuit và bộ thiết kế của Chung Thanh Phong
- Tập 3: Quảng cáo hãng keo Silicon với hình tượng nữ thần và sự gắn kết
- Tập 4: Chụp hình với bikini theo thông điệp của hãng hàng không Vietjet Air
- Tập 5: Catwalk trên bàn tiệc
- Tập 6: Trình diễn catwalk với đồ cưới
- Tập 7: Chụp ảnh phi giới tính với chủ đề "Sự giằng xé của tình yêu"
- Tập 8: Đóng quảng cáo cùng Nam Vương Toàn Cầu Nguyễn Văn Sơn và Siêu mẫu Vĩnh Thụy
- Tập 9: Thử thách thảm đỏ và trả lời phỏng vấn
- Tập 10: Chụp hình với Tuấn Mã (ngựa) và quay clip quảng cáo cho thương hiệu keo Silicon
- Tập 11: Trình diễn vũ đạo, tạo dáng với nhãn hàng và thực hiện một đoạn phim quảng cáo
- Tập 12: Tương tác màn hình, hiểu rõ tính năng sản phẩm, trả lời câu hỏi của nhãn hàng, kết hợp với kĩ thuật dance sport thể hiện tính chất của nhãn hàng

## Những điểm khác của Gương mặt Thương hiệu với The Face phiên bản gốc
- Trong vòng thi lựa chọn đội, phần thi chụp hình với mặt mộc, thực tế ở Gương mặt thương hiệu, các thí sinh vẫn được trang điểm (đeo mi giả, đánh phấn, kẻ lông mày, đánh son...)
- Các Huấn luyện viên của Gương mặt thương hiệu được lựa chọn 5 thí sinh cho đội mình, sau đó dựa vào phần thi catwalk với mũ che kín mặt để loại 1 thí sinh trong đội của mình trước khi 4 thí sinh trong đội vào nhà chung. Tuy nhiên ở phiên bản gốc, catwalk với mũ che kín mặt là để huấn luyện viên chấm điểm dựa vào bước đi của thí sinh thay vì gương mặt. Và phần thi này diễn ra trước khi lựa chọn thí sinh vào đội.
- Ở phần lựa chọn thí sinh vào đội, 25 thí sinh cùng được đứng nghe kết quả. Lần lượt các huấn luyện viên sẽ gọi tên thí sinh mà mình chọn. Nếu huấn luyện viên khác cũng yêu thích thí sinh đó và mong muốn lựa chọn về đội thì sẽ bày tỏ mong muốn được mời thí sinh về đội của mình và thí sinh đưa ra quyết định chọn đội. Trong thời gian này, ảnh của thí sinh được mở ở phông phía sau theo yêu cầu của huấn luyện viên và thí sinh cũng được lắng nghe huấn luyện viên nhận xét. Tuy nhiên trong phiên bản quốc tế, host của chương trình sẽ nêu tên thí sinh và mở ảnh trên màn hình cho 3 huấn luyện viên xem xét. Thí sinh sẽ đứng ở màn phía sau chờ đợi bước ra để biết huấn luyện viên nào lựa chọn mình. Nếu các huấn luyện viên yêu thích thí sinh sẽ giơ bảng và đưa ra các lời chiêu dụ thí sinh về đội.
- Chương trình Gương mặt thương hiệu không có phòng loại trừ riêng như phiên bản gốc. Trong phần loại trừ, huấn luyện viên chiến thắng thử thách cũng không được xem lại ảnh và phần thi của 2 thí sinh bước vào vòng nguy hiểm.
- Trong phiên bản gốc, chương trình sẽ diễn ra với format mỗi tuần loại một thí sinh cho tới top 5 (hoặc top 6 như The Face Thailand). Tại top 5, mỗi Huấn luyện viên sẽ lựa chọn 1 thí sinh trong chương trình vào chung kết (không bắt buộc phải lựa chọn thí sinh trong đội của mình). Huấn luyện viên chiến thắng thử thách chính sẽ được chọn thêm 1 thí sinh nữa để có top 4 vào chung kết. Tuy nhiên chương trình Gương mặt thương hiệu bỏ đi phần này và giữ luật mỗi tuần loại 1 thí sinh cho tới khi còn top 3 thì diễn ra đêm chung kết.
- Đối với phần thử thách cá nhân, trong phiên bản gốc chỉ có một huấn luyện viên được hướng dẫn thí sinh. Trong Gương mặt thương hiệu, cả huấn luyện viên hướng dẫn và huấn luyện viên của đội đều được hướng dẫn thí sinh thực hiện phần thử thách cá nhân.
- Trong phiên bản gốc, mỗi đội có một phòng sinh hoạt riêng. Sau khi có kết quả phần thử thách, huấn luyện viên sẽ trở về phòng và thông báo với các thí sinh trong đội về kết quả và lựa chọn thí sinh vào phòng nguy hiểm. Trong gương mặt thương hiệu, các đội không có phòng riêng, thí sinh được lắng nghe giám khảo khách mời thông báo kết quả và có thể ở bất cứ đâu nói chuyện với huấn luyện viên để lựa chọn thí sinh vào phòng loại trừ.
- Trong phiên bản gốc, trong phần loại trừ, các huấn luyện viên thua cuộc và tất cả các thí sinh còn lại ngồi trong phòng sinh hoạt chung để chờ kết quả. Thí sinh bị loại phải ra về ngay lập tức và không được gặp lại huấn luyện viên cũng như đội của mình. Huấn luyện viên chiến thắng sẽ tiến vào trong phòng với thí sinh được ở lại và thông báo kết quả loại trừ. Tuy nhiên, trong Gương mặt thương hiệu, thí sinh bị loại vẫn được quay lại gặp đội của mình, và đôi khi là tự thông báo kết quả mình bị loại. Các đội có thể ngồi chung để lắng nghe kết quả hoặc ngồi riêng mỗi đội một chỗ chờ kết quả của đội mình.
- Chương trình Gương mặt thương hiệu áp dụng luật: một huấn luyện viên có thể loại 1 thành viên trong đội của mình để lựa chọn một thí sinh đã bị loại của đội khác gia nhập đội của mình. Phiên bản quốc tế không có luật này.
- Chương trình Gương mặt thương hiệu áp dụng luật: Sự hiện diện cuối cùng, cho phép khán giả bình chọn để "cứu" một thí sinh đã bị loại quay trở lại đêm chung kết trên một tạp chí điện tử. Phiên bản quốc tế không có luật này.

## Sau The Face
- Nguyễn Thành:
- My Lê:
- Khánh Ngọc:
- Bảo Ngọc:
- An Nguy:
- Thu Hiền:
- Kim Chi:
- Linh Châu:
- Lily:
- Ngọc Loan:
- Lê Hà:
- Huyền Thanh:
- Mai Ngô:
- Khánh Ngân:
- Phương Anh: